# آندرامی
آندرامی (به لاتین: Andramy) یک منطقهٔ مسکونی در ماداگاسکار است که در بخش مورافنوبه واقع شده‌است. آندرامی ۱۲٬۰۰۰ نفر جمعیت دارد.